# Vervangingswaarde
Vervangingswaarde is de waarde die opgegeven moet worden om een object op dit moment te vervangen. Binnen de accountancy wordt dit begrip gebruikt om de waarde van de bezittingen van bedrijven te bepalen. Verzekeraars gebruiken de vervangingswaarde om uitkeringen bij schade of verlies te bepalen. Voor het bepalen van de vervangingswaarde wordt de waarde bepaald aan de hand van de prijs van een product onder normale omstandigheden op de optimale vrije markt. Met "onder normale omstandigheden" wordt bedoeld dat de verkopende partij niet door individuele omstandigheden tot een gunstigere prijs komt, bijvoorbeeld omdat de verkopende partij in geldnood zit, of bedreigd wordt. De optimale vrije markt is de markt met de meest gunstige prijs waar de koper toegang tot heeft. Als een product in markt B tegen een gunstigere prijs gekocht kan worden dan op markt A, maar de verkoper mag niet kopen op markt B of de bijkomende kosten om het product op markt B te kopen zijn te hoog (bijvoorbeeld vanwege hoge transportkosten of aansluitingskosten), dan geldt de prijs van markt A. 

## Dagwaarde en aanschafwaarde
Vervangingswaarde verschilt van dagwaarde of de aanschafwaarde. 
De aanschafwaarde van een product kan gedurende de tijd door inflatie of technologische ontwikkelingen veranderen. Een moderne computer van tien jaar geleden is naar huidige standaarden verouderd. Als deze computer vandaag tegen de aanschafwaarde gewaardeerd wordt, geeft dat een vertekend beeld van de waarde. De dagwaarde is de waarde die een object vandaag de dag zou opleveren, als deze vandaag zou worden verkocht. Deze waarde kan lager liggen dan de prijs om dit object terug te kopen, doordat bij de aankoopprijs installatiekosten, testkosten en een winstmarge voor de bemiddelaar inbegrepen kunnen zitten. 